# Hermanas del Corazón Inmaculado de María de Blon
La Congregación del Corazón Inmaculado de María (oficialmente en idioma francés: Congregation du Coeur immaculé de Marie) es una congregación religiosa católica femenina de vida apostólica y de derecho pontificio, fundada por la religiosa francesa Léontine de Germiny, en la localidad de Blon (Vires-Francia), en 1842. A las religiosas de este instituto se les conoce como Hermanas del Corazón Inmaculado de María de Blon y posponen a sus nombres las siglas CIM-BLON.

## Historia
Léontine de Germiny, una noble francesa, viuda de Saint-Léonard, luego de haber perdido a su marido, deicidió ingresar en un monasterio. Sin embargo, un sacerdote de la localidad de Blon, en el municipio de Vires, que había fundado recientemente un orfanato en ese lugar (1840), le ofreció la administración del instituto. El trabajo con los niños abandonados movió a Léontine a la fundación de un grupo de religiosas para su atención. De ese modo, en 1842, fundó la Congregación de las Hijas de la Misericordia del Corazón Inmaculado de María. El día de su profesión religiosa, la viuda cambió su nombre por Madre del Corazón Inmaculado de María.
La nueva organización fue aprobada por el obispo Louis-François Robin, de la diócesis de Bayeux, como congregación religiosa de derecho diocesano. El papa Pío IX la elevó a la dignidad de congregación religiosa de derecho pontificio, mediante decretum laudis, del 20 de febrero de 1861, asumiendo el nombre actual.

## Organización
La Congregación de Corazón Inmaculado de María es un instituto religioso internacional centralizado, cuyo gobierno es ejercido por una superiora general, considerada sucesora de la Madre del Corazón Inmaculado de María. La sede central y casa madre del instituto se encuentra en la localidad de Blon, municipio de Vires (Francia).
Las Hermanas del Corazón Inmaculado de Blon forman parte de la Familia Claretiana, se dedican a la atención de niños abandonados y a la formación cristiana y educación de la juventud. Actualmente están presentes solo en Francia, con 5 comunidades y 20 religiosas.